# Baraja española

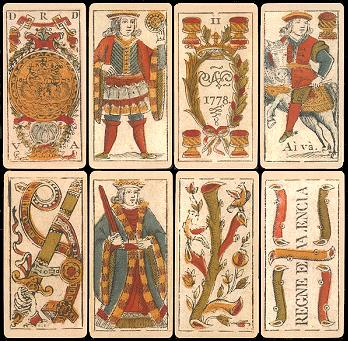
Cartas Valencianas, edición de 1778. El caballo de copas tiene escrita una típica frase castiza “Ai va”, (“ahí va eso”, “ahí queda eso”, derivado de la expresión épica “¡va!”: ese héroe, etc.).

La baraja española es un mazo o conjunto de cuarenta y ocho o cuarenta naipes o cartas de la baraja. La versión más usada es la de cuarenta naipes (sin ochos ni nueves) y hay versiones menos regladas de cincuenta y cinco naipes para poder jugar a otros juegos. Los naipes están divididos en cuatro «palos», «familias» o «pintas». Los palos son «oros», «copas», «espadas» y «bastos», a cada uno de los cuales le corresponde su iconografía característica. En las barajas de 40 naipes cada palo tiene diez cartas: siete cartas numeradas del uno al siete, llamadas cartas numéricas, y tres figuras numeradas correlativamente del diez al doce. Las barajas de 48 naipes tienen dos cartas numéricas más: el ocho y el nueve, y las mismas tres figuras que las barajas de 40 naipes. En la actualidad, las figuras son la «sota» (con el número 10), el «caballero», llamado coloquialmente «caballo» a pesar de que es un caballero montado (con el número 11) y el «rey» (con el número 12). Todas las figuras se representan de cuerpo entero.
Para ciertos juegos los palos se dividen en cortos (oros y copas) y largos (bastos y espadas).
La baraja española de cuarenta naipes con cuatro palos y tres figuras está testimoniada al menos desde 1539 en los Diálogos de Luis Vives, aunque en ese momento las figuras son "caballero", "reina" y "rey".
Algunas versiones de 48 cartas modernas pueden incluir dos comodines, introducidos desde la baraja francesa, lo que da una baraja de cincuenta naipes. 
La baraja española de cincuenta y cinco naipes es una versión para poder jugar al póker, se añaden a la habitual de cuarenta y ocho naipes cuatro cartas con el número diez, pasando a ser cincuenta y dos cartas más tres comodines, que hacen el total de las cincuenta y cinco naipes, además los números de las figuras once, doce y trece se sustituyen por, sotas (J), caballos (Q) y los Reyes (K). También el número uno pasa a ser la letra (A).
La baraja española se utiliza actualmente en España, en Hispanoamérica, en Guinea Ecuatorial y Filipinas (donde se denomina "cuajo").

## Características generales

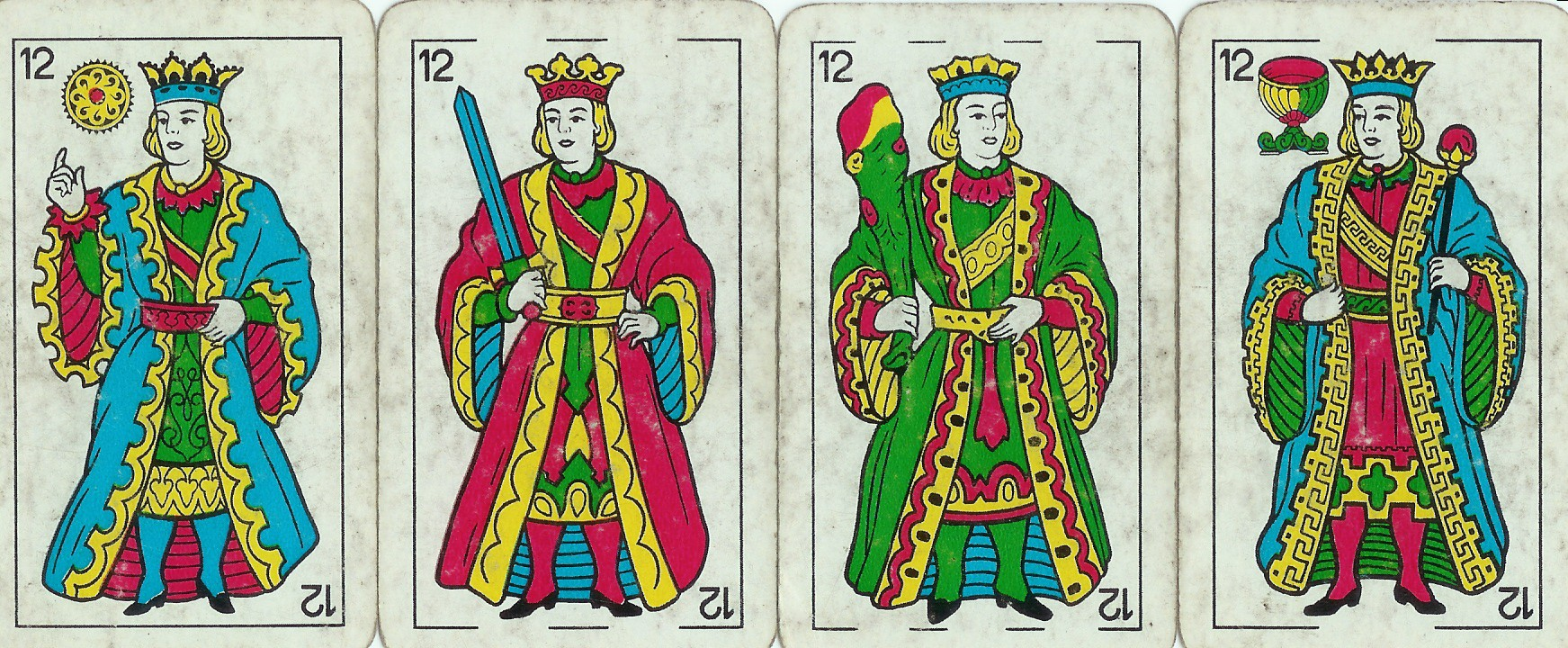
Los huecos en la parte superior e inferior de la línea que enmarca las cartas de la baraja española (pintas) indican el palo del naipe. Una línea sin huecos indica "oros"; un hueco es "copas", dos "espadas" y tres "bastos".

Como la mayoría de las barajas europeas, la baraja española se divide en cuatro familias o palos (llamados oros, copas, espadas y bastos, siempre en este orden), dibujados con un lenguaje iconográfico característico. Igualmente comparte con el resto de las barajas el dividirse en cartas numéricas y figuras (sota, caballo y rey).
Ordinariamente la baraja española consta de cuarenta y ocho cartas (nueve numéricas y tres figuras de cada palo), como la mayoría de las barajas, que son de cuarenta y ocho o cincuenta naipes. Es muy normal que a la baraja española se le supriman los ochos y los nueves, apareciendo en versión de cuarenta naipes.
La simbología de los palos en la baraja española es semejante a la de otras barajas, pero se distingue de las demás por su iconografía característica, y el hecho de que las figuras aparecen de cuerpo entero. También es peculiar la figura del caballero (generalmente llamado "caballo") que sustituye a la figura de la reina que aparece en la mayoría de las restantes barajas. Es característico igualmente de la baraja española la numeración de las figuras, que empieza siempre en el 10, aunque las cartas numéricas lleguen solo hasta el 7, que es lo más frecuente.
El primer naipe de la baraja, numerado con el 1, se denomina “as”. Esta denominación es extensión del nombre de la cara del dado que tiene un solo círculo, y que recibe su nombre del latín "as" = "unidad".
El valor de las cartas depende del juego, aunque en general las figuras valen más que las cartas numéricas. Cuando Luis Vives describió la baraja en 1539, el valor de las cartas numéricas dependía también del palo: en oros y copas las cartas bajas valían más que las altas, y en bastos y espadas al revés.

### Orla
También es propio de la baraja española el uso de la orla o pintas, un código de espacios en la línea que enmarca la iconografía de cada carta y que indica su palo: sin espacios indica oros; un espacio indica copas; dos indica espadas; tres indica bastos. La aparición de las pintas puede ser consecuencia de la adopción de la iconografía de cuerpo entero para las figuras, que no permite identificar el palo de las mismas por el extremo inferior. En la baraja francesa, además de que bajo el número suele haber una miniatura del palo correspondiente, la figura aparece de medio cuerpo y duplicada simétricamente en el eje vertical, de forma que se reconoce el palo desde cualquier extremo.

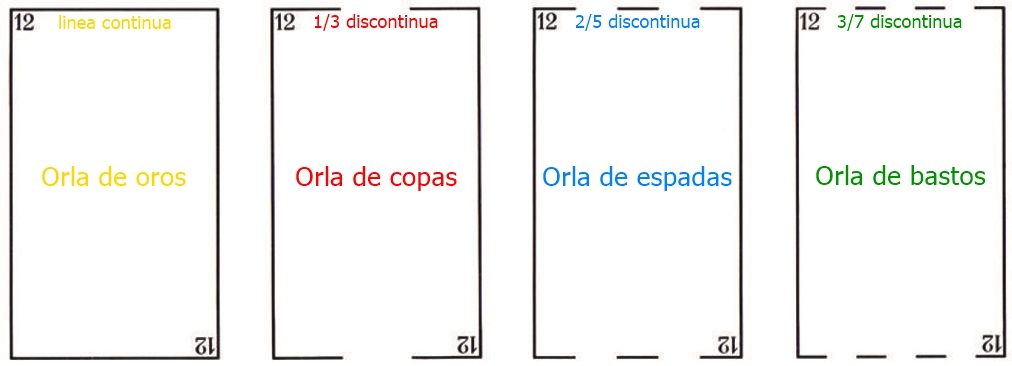
Orlas modernas con dos signaturas idénticas, dispuestas simétricamente.

## Iconografía y origen
La división de la baraja en cuatro palos, con una iconografía semejante a la actual para distinguirlos, aparece ya en una baraja otomana datada en el siglo XV descubierta en el Palacio (hoy museo) Topkapi. La baraja está incompleta y parece que se usaron naipes de otro mazo para completar los naipes perdidos ya en la antigüedad. Originalmente el mazo contendría diez cartas numéricas en cada palo y tres figuras. Los palos de esta baraja otomana representan: taco del juego de polo, monedas, espadas y copas. En esta misma baraja aparecen tres "figuras", descritas como "malik" (rey), nā'ib malik (virrey o gobernador), thānī nā'ib (segundo Gobernador o virrey). Las figuras no poseen ninguna iconografía (no hay representación humana) y solo se las reconoce por la inscripción. Originalmente se pensó que había una cuarta figura (àhad al-'arkān malik, el "ayudante" pero más recientemente se considera que es otra designación del "rey". Es posible que la baraja incluyera el equivalente a la carta del "joker".

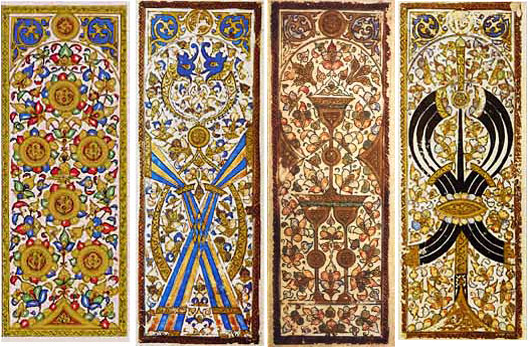
Cuatro especímenes de naipes de la "baraja" de cartas otomana encontrada en el Palacio Topkapi e interpretadas como un ejemplo del origen de las barajas europeas. Representan los palos de "oros", "taco de polo", "copas" y "espadas".

Se tiende a pensar que las barajas europeas proceden de la baraja otomana, y que esta sería una evolución de la baraja en Persia, la cual a su vez dependería en último lugar de la baraja china o la india. El origen de la baraja en China es debatible por cuanto no hay testimoniado ninguna cosa parecida a un mazo de naipes en China anterior a los naipes de occidente, aunque sí se sabe que se usó el papel moneda como elementos de juegos de azar. En 1665, el español Fernández de Navarrete "vio en Cantón naipes perfectamente comparables a los europeos". Los naipes usados en Japón durante el siglo XVIII eran de origen portugués, y la terminología del juego (por ejemplo "karuta" < "carta" i.e. naipe) es igualmente de origen romance, por lo que lo más probable es que estas barajas sean de origen europeo.
Dando por aceptada la teoría de un origen otomano de la baraja española y del resto de las barajas europeas, las principales innovaciones iconográficas en Europa habrían sido:
- Adaptar la iconografía (y correspondientemente la designación) del "palo del juego de polo" a la de los "bastos", dado que el polo era un juego desconocido en Europa.
- La adaptación de las figuras a personajes reconocibles en las sociedades europeas.
- La adopción de una iconografía antropomórfica para todas las figuras.
- Las "espadas" pasan igualmente a semejar una forma europea, recta, del arma, en lugar de la característica forma curva del alfanje.

Las principales innovaciones iconográficas de la baraja española habrían sido:
- El uso de una iconografía de cuerpo entero para todas las figuras.
- La sustitución de la "reina" por el "caballero". Esta sustitución es posterior al siglo XVI, ya que en esta fecha tenemos el testimonio (Diálogos de Luis Vives, 1539) de que las figuras eran semejantes a las del resto de las barajas europeas, es decir: "caballero" (10), "reina" (11) y "rey" (12).
- La iconografía ginomórfica (un hombre con claros rasgos femeninos) del paje o "sota".

Los anteriores cambios, sumados a la reducción de las cartas numéricas de 10 a 9 y el uso de la orla o pinta serían las principales innovaciones de la baraja española.
Desde los géneros literarios de principios del siglo XVII, la supuesta simbólica que se atribuía a las figuras representadas como reyes eran: oros, Pluto; copas, Baco (Dioniso en Grecia); espadas, Marte, (Ares en Grecia) y bastos, Saturno.
En 1781, Antoine Court de Gébelin teorizó para los cuatro palos otras alegorías que, según dijo, simbolizaban antiguos estatus egipcios: así asoció con Espadas al soberano, nobles y militares, Copas a clérigos o sacerdocio, agricultura con Bastos, y Oros el comercio o allí donde el dinero es símbolo: Ces quatre Couleurs sont relatives aux quatre Etats entre lesquels étoient divisés le Egyptiens: L'Epée désignoit le Souverain & la Noblesse toute Militaire. La Coupe [kup] (recipiente, copa), le Clergé ou le Sacerdoce. Le Bâton, ou Massue d'Hercule, l'Agriculture. Le Denier, le Commerce dont l'argent est le signe.

### Barajas de época

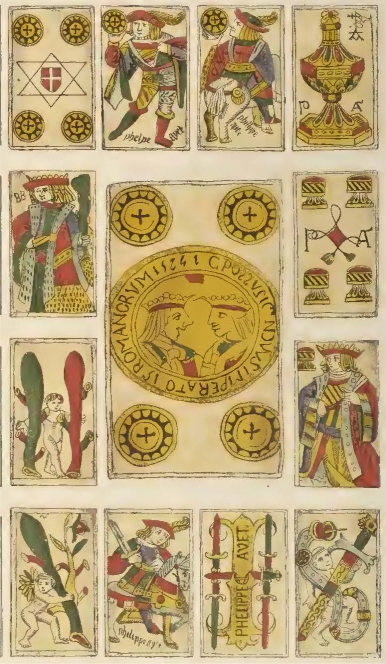
Baraja del Naipero Phelippe Ayet,. Modelo de 1574 hallado en la Casa y Torre de los Lujanes.

## Diseños españoles

### Contemporáneo

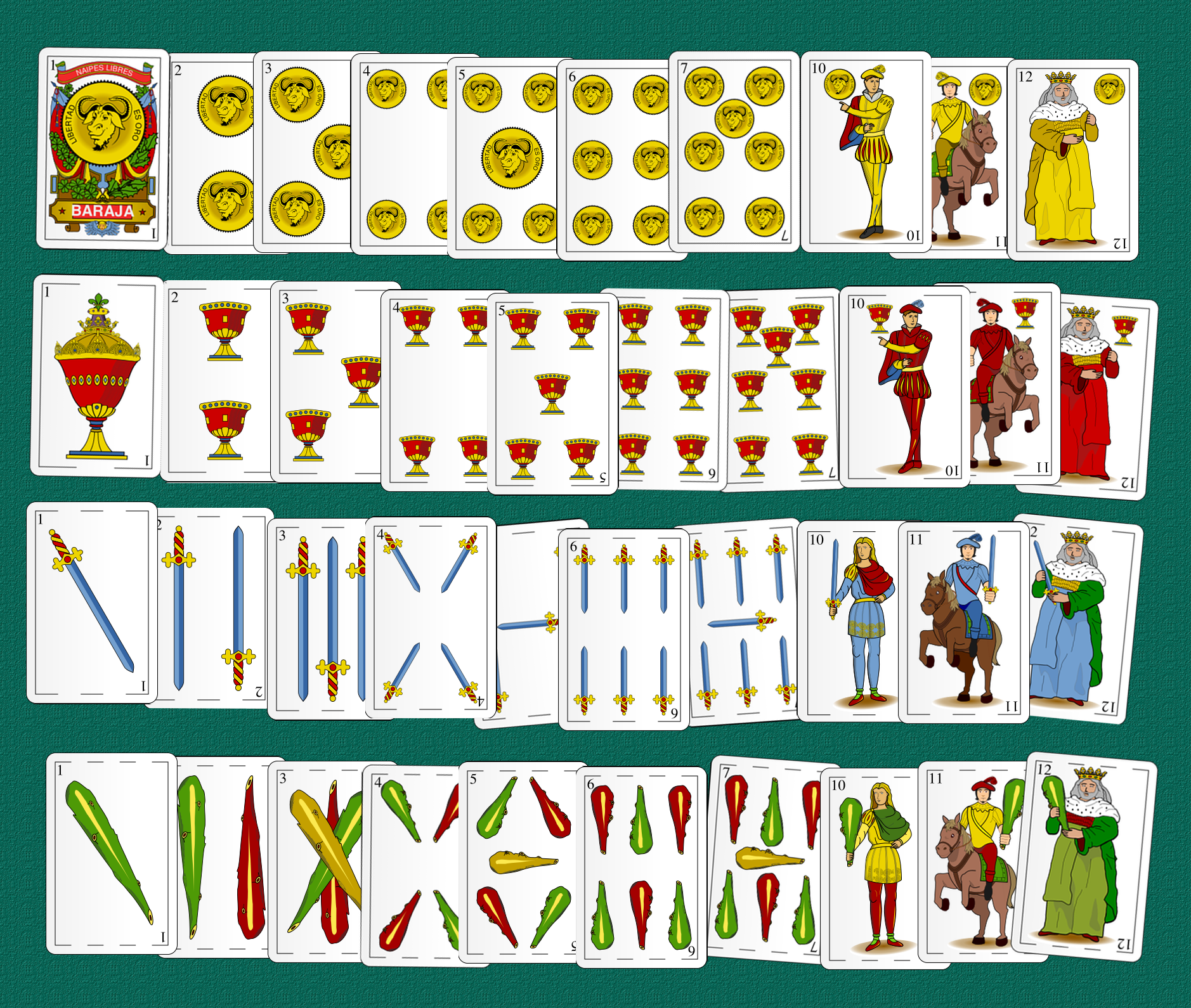
Juego de cartas de estilo español, de 40 cartas, con un tema GNU.

En 1868, un impresor burgalés de origen francés afincado en Vitoria, Heraclio Fournier, presentó su baraja litografiada, cuyo diseño fue premiado en la Exposición Universal de París. No obstante, el diseño definitivo de la baraja española que ha llegado hasta nuestros días bajo diferentes «visiones» artísticas o rústicas es el que realizó Augusto Ríus para el propio Fournier.
Hay muchos tipos de diseño para la baraja española, con variaciones entre regiones de España e Hispanoamérica. Así mismo, las figuras pueden cambiar de unas épocas a otras, pudiendo estar los caballos montados por caballeros o por amazonas que, en ciertos casos, están ligeras de ropa. Del mismo modo, las sotas pueden ser relativamente ambiguas respecto a su sexo. De hecho, siempre se tratan como género femenino aunque suelen vestir como varones, además de no llevar barba.
En los modelos mexicanos, originalmente diseñados por Don Clemente, la sota es una figura femenina mientras que en las barajas españolas antiguas, como las del modelo catalán, la sota está representada por un varón. Las denominadas «goyescas» poseen gran atractivo artístico al representar las figuras con pinturas realizadas por el artista Clemente Roxas en el año 1815.

### Estilos
| Símbolo |      |       |         |        |
| Nombre  | Oros | Copas | Espadas | Bastos |

#### Patrón castellano
El patrón castellano, que es el más utilizado, tiene un formato de cuarenta  de 95 x 62 mm. Son muy variados entre sí pero conservan los oros como monedas de oro con grabados de figuras, a diferencia de los modelos italianos y los catalanes, los cuales las reemplazan por grabados de soles y flores.

#### Patrón de Cádiz
El de Cádiz es el patrón más sencillo, siendo el diseño más antiguo de los modelos españoles. El formato es de cuarenta y ocho cartas de 95 x 62 milímetros. Posee colores distintivos que simplifican su interpretación.
| Palo |               |             |             |                |
|      | Spade Espadas | Coppe Copas | Denari Oros | Bastoni Bastos |

#### Patrón catalán
El patrón catalán es el más exótico por naturaleza. Reemplaza el grabado de la figura por el de un sol en los oros. Este patrón, tiene un formato de cuarenta y ocho cartas más comodines de 95 x 61 mm.
| Palo |               |             |             |                |
|      | Spade Espadas | Coppe Copas | Denari Oros | Bastoni Bastos |

## Diseños italianos

### Patrón de Sicilia
De cuarenta cartas y 82 × 51 mm, estas cartas tienen un diseño rústico románico: la figura en los oros es romana. Además, las copas se representan por los recipientes en donde se conservaba el aceite de oliva en la antigua Roma.
| Palo |               |             |             |                |
|      | Spade Espadas | Coppe Copas | Denari Oros | Bastoni Bastos |

### Patrón de Nápoles
Contiene cuarenta cartas en un formato de 65 × 44 mm. Son muy simples con un fondo blanco y con falta de la pinta al borde de la baraja. Las figuras tienen cuerpo completo.
| Palo |               |             |             |                |
|      | Spade Espadas | Coppe Copas | Denari Oros | Bastoni Bastos |

### Patrón de Cerdeña
Este es muy elegante, de cuarenta cartas y de 88 × 58 mm. En los oros, una corona de olivos aparece alrededor de la figura del centro. En esta baraja las figuras se representan de frente con armaduras complejas y enseñando el palo de frente y hacia arriba.
| Palo |               |             |             |                |
|      | Spade Espadas | Coppe Copas | Denari Oros | Bastoni Bastos |

### Patrón de Trieste
Este modelo es de cuarenta cartas en un formato de 100 × 54 mm. Esta baraja está dividida a la mitad con una bandeja que incluye escrito en italiano el palo y el número o figura. Además, las figuras se repiten de pies a estómago como en la baraja Inglesa. En ésta como en otras los oros se representan cómo monedas con flores grabadas.
| Palo |               |             |             |                |
|      | Spade Espadas | Coppe Copas | Denari Oros | Bastoni Bastos |

## Diseños franceses
El juego del Aluette utiliza 48 naipes del modelo español. 
La fábrica de Thiers ha exportado este tipo de baraja para el mercado español hasta el siglo XVII.
Se suele hacer una correspondencia de palos con los de la baraja francesa. Los tréboles son las hojas del basto, los diamantes son riqueza como el oro, las picas son la punta de las lanzas y el corazón de Jesús se corresponde con el cáliz.
| Palo |               |             |             |                |
|      | Spade Espadas | Coppe Copas | Denari Oros | Bastoni Bastos |

## Legislación y usos
En 1273 Alfonso X legisló los juegos susceptibles de apuesta y envite mediante un ordenamiento específico de 44 leyes, Ordenamiento de las Tafurerias, sin mencionar los naipes.

Aquellos que jugaren vino o cosas de comer en las tafurerias o en otros logares, que jueguen sin pena e sin calunia ninguna, e que lo coman luego e que lo beban. Más si le fuere provado que se aparta el comer para llevarlo a su casa o a otro logar, o se quitare por dineros, o quitare el vino en la cuba o tinaja, o en el odre, o da dineros a otro por el vino que ha perdido, o por las cosas de comer a aquel a quien juega, e lo gana por esta tafueria, es tanto como seco, que peche la calunia. E sí aquel que vende el vino fuere demandado o acusado por la calunia, jure sobre los santos evangelios que non sabía que fesiese tafureria, que tornase a seco, e sease quitado de la calunia, e si non quisiere jurar, que peche la calunia.
Ley XXXI (31).

Parece que esta ley será el origen o la consolidación de la costumbre popular “jugar por el valor del convite”.

### Con el vocablo naipe
Bajo el nombre “naipe” o “nayp” (ambos significan naipes).
- Juan I de Aragón prohibió en 1382 (Barcelona) y en 1384 (Valencia).
- Juan I de Castilla prohibió los juegos de dados y naipes en 1387, y añade que sea en ámbitos “públicos y privados”. Juan II de Castilla ratifica en 1409, 1432 y 1436. En 1479 los reyes católicos matizan las prohibiciones anteriores con nueva letra de ley: (...) excepto si algunos jugaren a cualquier de los dichos juegos: fruta, vino o dineros para comer o cenar luego, y esto con que no juegue a los dados.[16]

#### Derecho eclesiástico y órdenes
Parece que no había prohibición expresa al hábito religioso, pero si taxativamente prohibido jugar por intención de pecunia y nunca recomendado como pasatiempo de religiosos. Las órdenes militares de caballería legislan el juego de los naipes a sus caballeros y en sus conventos. La de Santiago en 1567, la de Calatrava en 1568, Montesa también los legisla en 1573, Alcántara en 1576.

#### Licencias y estancos
En 1552 el futuro Felipe II  elabora una lista de cosas vedadas para la importación que incluye los naipes: Otrosí mandamos que por mar ni por tierra no entren en estos Reinos de fuera dellos (...) naipes de todas suertes (...). En 1565 levanta la prohibición —argumentando contrabando y cohecho— designando doce puertos determinados para la importación de cosas vedadas: Laredo y Santander y Castro-Urdiales y San Vicente de la Barquera (antigua Hermandad de las Cuatro Villas)  e en Andalucía por los puertos de Cádiz e Sanlúcar de Barrameda y por los Puertos de tierra de Orduña y Valmaseda, Vitoria y Salvatierra, Yecla y villa de Cieza, y que no puedan entrar ni entren por otros ningunos Puertos ni pasos de mar e tierra. En 1572 provee el estancado de los naipes en España y en América.

Mandamos que en todas las Indias se ponga estanco de naypes, como en estos reinos, y que las barajas se vendan cogidas, envueltas en un papel, atadas con hilo, y selladas cada una de por sí, con sello de nuestras armas, que ha de servir para solo este efecto, y estar en un arca, de que tengan las llaves nuestros oficiales, y en cada baraja haga su rúbrica acostumbrada y conocida uno de nuestros oficiales, y con estas circunstancias, y no de otra forma, se puedan vender (...) y esta prohibición se entienda en los que se fabricaren en las lndias y llevaren de estos reinos. (...)

En 1621, primeras cortes de Felipe IV, estas le proponen su desestanco: Que se extinguiesen los estancos de naipes, pólvora, pimienta, y del azogue y solimán y otros de nuevo introducidos (...). Álvaro Navia Osorio y Vigil nuevamente propone a Felipe V su desestanco por medio de un memorial que intitula, “Rapsodia económico política monárquica”, que le remite en 1721.

### En América

#### naipes con hojas de copey
Del árbol llamado copey, en las hojas del qual pueden assi mismo escribir. (...) Y en aquellos primeros tiempos de conquista desta é otras islas hacían los christianos naypes de las hojas del copey, para jugar a cartas, é se jugaban hartos dineros con ellos por no tener otros mejores, y en estas hojas debuxaban los reyes y caballos é sotas é puntos, é todas las otras figuras é valores que suele haber en los naypes y cómo son gruesas estas hojas, sufrían muy bien lo que en ellas assi se pintaba y el barajarlas después de hechas naypes. La fruta deste árbol no la he visto, aunque he visto muchas veces las hojas.
 Gonzalo Fernández de Oviedo, 1535.

Francisco López de Gómara dice lo mismo: A falta de papel y tinta, escribían en hojas de Guiabara y copey con punzones o alfileres. También hacían naipes de hojas del mesmo copey, que sufrían mucho el barajar.
En 1529 Carlos I regula en América el juego de dados y naipes mandando se observen y guarden las leyes de Castilla: “Que no se pueda jugar a los dados, ni tenerlos, y a los naipes y otros juegos no se jueguen más de diez pesos de oro en un día” (...). Junto a María de Austria ratificarán la misma ordenanza en 1551. Junto a Isabel de Portugal, prohibición taxativa a los factores de mercader en 1538.

(...) prohibimos y defendemos, que ningún Factor de Mercader pueda jugar ni juegue en las Indias a naypes ni a dados ni a ningunos otros juegos en que intervengan dineros, joyas, ropa u otras cosas. Y mandamos que los que jugaren con Factores sean obligados a volver y vuelvan lo que ganaren (...)

## En la literatura
Por la popularidad del juego de naipes o baraja varios autores dedicaron palabras y letras, prosas y rimas. Uno de los documentos más antiguos que refleja enteramente la clásica composición de la baraja española es un cancionero que el autor (1416-1475) intitula: Juego de naipes que compuso Fernando de la Torre, el de Burgos, dirigido a la muy noble sennora Condesa de Castanneda.

Primeramente un Emperador que gane á todas las otras cartas, et éste tiene dos coplas et un fin de letras moradas en esta guisa. Han de ser quatro iuegos apropiados á quatro estados de amores en esta manera. El primero de religiosas á las espadas, apropiado por las coplas segund la calidat de la casa. E han de ser doce naypes en este iuego, et en cada uno una copla, et ha de haber tres figuras, la primera del rey, copla de dose pies; la segunda del caballero de onse; la sota de diez, et dende ayuso diminuyendo fasta llegar á un pie, y por conseguiente todos los otros estados, assí como el de biudas apropiado á bastones y de casadas á copas y el de doncellas á oros, por tal que sean quarenta et ocho cartas et coplas syn las del prólogo ó Emperador. E pueden iugar con ellos perseguera ó trintin assy como en otros naypes, y de más pueden se conosçer quáles son meiores amores sin haber respecto a lo que puede contesçer. Porque á las veces es meior el carnero que la gallina, et pueden conosçer su calidat, y puédense echar suertes en ellos á quién más ama cada uno, e á quién quiere más, et por otras muchas et diversas maneras.
Juego de Naypes, Comp. nº XLVIII (48). La forma de los naypes.

Cervantes, Lope de Vega, Tirso de Molina, Calderón, María de Zayas, Mariana de Caravajal, o Agustín Moreto, entre otros, usaron en sus obras la baraja de naipes como recurso con diversas figuras literarias. Quevedo también usó de metáforas y así comparó el palo de “oros” con “quesos” y con “panes” (hogazas).

No te fíes hombre en dar tu la baraja, que te la trocaran al despabilar de una vela, guarda el naype de tocamentos raspados o bruñidos, cosa con que se conocen los azares, y por si fueres pícaro (lector) advierte, que en cozinas y cavallerizas pican con un alfiler o doblando los azares para conocerlos por lo endido: y si tratares con gente honrada, guardate del naype, que desde estampa fue concebido en pecado, y con traer atravesado el papel dize lo que viene; no te fíes de naype limpio, que al que da vista y retiene lo más xabonado el suzio; advierte que a la carteta, el que haze los naypes que no doble, que las demás cartas, porque el tal doblar es por tu dinero difunto: a la primera, mira no den arriba las que descarta el que da, y procura, que no se pidan cartas o por los dedos en el naype o por las primeras letras de las palabras.
Francisco de Quevedo, El Buscon llamado Don Pablos, 1626.

I muestro como unos oros, a quien es como unos bastos. A quien amago con sota, doy cozes con un caballo; Copas doi a los valientes, I espadas a los borrachos.
 Francisco de Quevedo, El parnaso, 1659.

### Léxico del naipe en el Siglo de Oro
Gariteros, gansos, abrazadores, andarríos, floreos, fullerías, fulleros, guiñones, maullones, modorros, pandilladores, saladores, voltarios.

### Adagio y refrán
Desde los coloquios inherentes al juego de la baraja se han incorporado al lenguaje algunas frases expresivas o adagios populares, tales como, “ser un as” (ser principal, un número uno, campeón), “cantar las cuarenta” (decir la verdad en forma cruda, exponer crudamente una realidad, avisar, advertir), le conocí por la “pinta” (el aspecto de alguien) o “qué buena o mala pinta” (de algo o de alguien) y varios más. Refranes muy antiguos como, “cuando uno no quiere, dos no barajan”, “a cuentas viejas, barajas nuevas”.

## Baraja de Sevilla delsigloXV
La baraja más antigua localizada en España es un singular conjunto hallado en Sevilla. Se encuentra en el museo Fournier que la ha catalogado como “Italia 2” y que por el estilo gráfico e indumentaria medieval de las figuras fechan en torno al año 1420. Dividida en cuatro “familias” en secuencias correlativas de 12 (48), faltan 8 naipes conservando 40 (del análisis lógico se colige que no llevaría más de 48 cartas, pues no hay ningún 10). Cada palo va del 1 (as) al 9 y termina con tres cartas de figuras. Faltan el 4 y 5 del palo supuesto como Oros, el 2 y el 5 de lo que se suponen Copas, el 9 y “sota” de Espadas y el as y el 6 de lo que se supone sean Bastos.
Sin embargo, si bien no tienen formato de baraja, son posiblemente anteriores los pliegos de naipes conservados en el Instituto Municipal de Historia de Barcelona. Se trata de dos hojas,  impresas en xilografía, con 24 cartas en total.

## Barajas numerales y taróticas
Los historiadores dividen las barajas en «taróticas» y en «numerales». Estas últimas en España se componen de 48 cartas de juego. Esta baraja también se usa accesoriamente para las «suertes adivinatorias» del tarot, salvo que a las 48 cartas (lo que llaman « arcanos menores») se les añade el 10 de cada palo (sin prescindir de la sota) y los llamados «arcanos mayores», que son los que, generalmente, se usan para la adivinación.
Al interpretar la baraja española (se realiza de acuerdo a algunas técnicas modelo) se toma el significado de las cartas como el desarrollo de una historia, cada carta enmarca una pequeña pieza de la composición de dicha historia.

## Juegos antiguos y actuales
Con estos naipes se jugaba a:

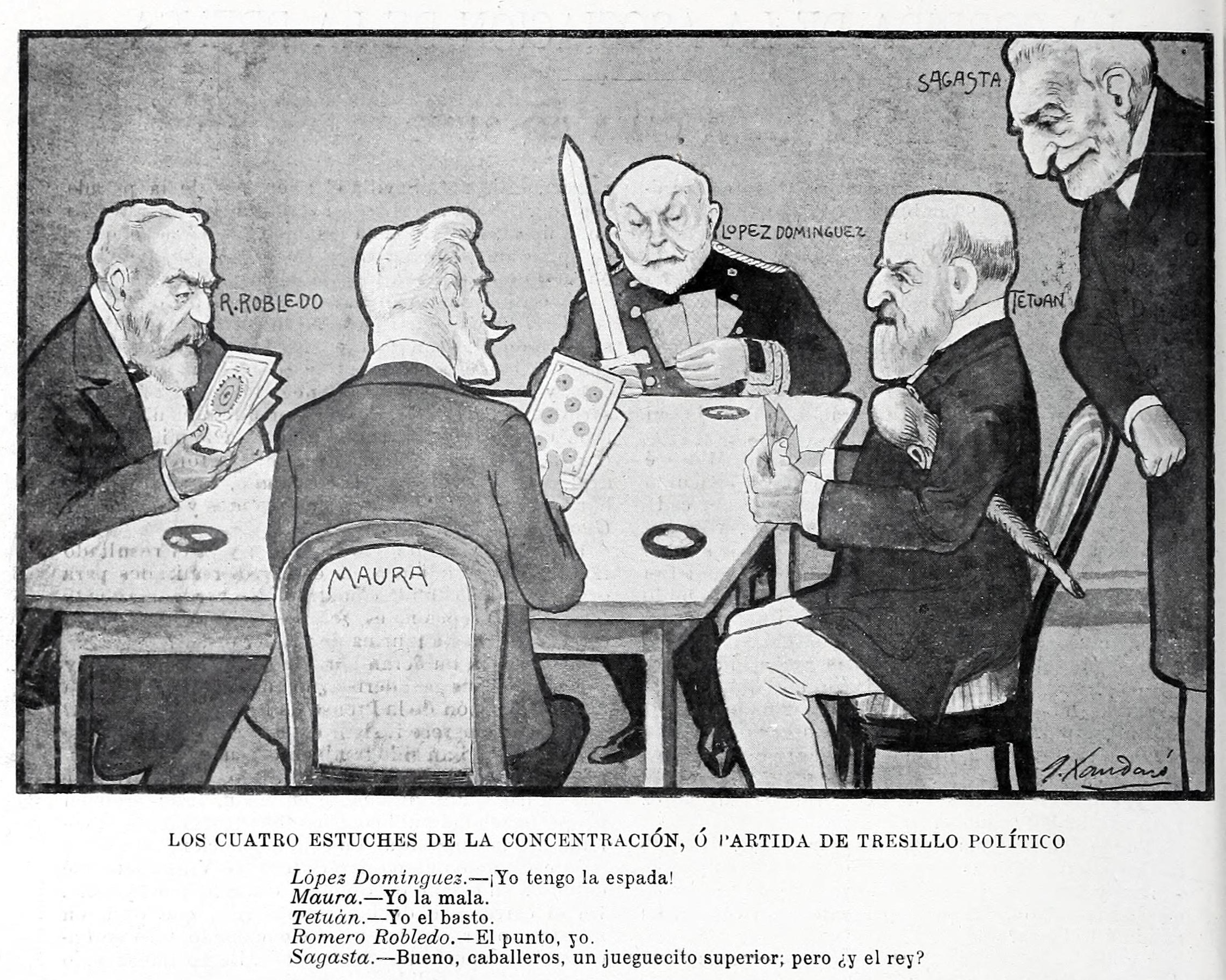
Francisco Romero Robledo, Antonio Maura, José López Domínguez y el duque de Tetuán caricaturizados jugando a un «tresillo "político"» con naipes de la baraja española (observados por Sagasta). Ilustración de Xaudaró en Blanco y Negro (1901).

Primera, truco, cientos, quinolas, quince, guiñote, treinta, cinquillo, siete y media, flor, capadillo, chinchón, tenderete, bazas, triunfo, vueltos, gilé, casita robada, reinado, barciga, parar, pintillas, carteta, rentoi, hombre, pintxu, cuco, matacán, caída, seises, paulillo, tute, pocha, brisca, monte, cané, mus, burro, escoba, conquián, descarte, desconfío, envite canario (uno de los juegos de naipes más populares de Canarias), toruro y muchos más.
Por otra parte, con la baraja española se pueden jugar diversos tipos de Solitario como el conocido de La Escalera, Solitario de los Reyes, de los Sietes, de los Ases, de la Colineta, de las Calles y Torre de Hanói, entre otros.

## Fábricas
Antiguamente había varias fábricas en el territorio peninsular, las cuales necesitaban de autorización real para garantizar que su fabricación fuera correcta y evitar de ese modo que se pudiera jugar con trampas.
En el siglo XVIII, una de estas fábricas estaba situada en Macharaviaya (Málaga) y era propiedad de la familia Gálvez, que consiguieron de la corona el monopolio de fabricación para las Indias Occidentales.
Los naipes más conocidos en España en la actualidad son los fabricados por Heraclio Fournier, la primera de todas en Burgos, después en Vitoria y hoy día en Villarreal de Álava (Álava). Cartamundi España, S.L., filial del Grupo Cartamundi, es otra de las más importantes. En Cataluña destaca Naipes Comas, fundada en 1797 y adquirida por Cartamundi en 2010 para prescindir de su competencia más que para hacer uso de sus instalaciones.
En México, Productos Leo, S.A. produce la mayor cantidad de barajas españolas.
Justo Rodero e hijos SAIC (Casino) es la principal productora argentina de barajas, con más de 70 años de historia, tanto en tipo español como francés y exporta sus productos a los mercados de países limítrofes.